# Vitálik Buterin
Vitálik Buterin (en ruso: Виталик Бутерин, nombre completo: Виталий Дмитриевич Бутерин) es un programador y escritor ruso, conocido principalmente por ser el cofundador de Ethereum y el cofundador de Bitcoin Magazine. Es un apasionado del conocimiento en distintas materias tales como matemáticas, economía, filosofía, idiomas, programación, blockchain, criptografía, entre otras, cuestión que refleja su pasión por el conocimiento y experticia en diversas disciplinas intelectuales, características de la denominada polimatía.

## Biografía
Buterin nació en Kolomna, Óblast de Moscú, Rusia, y vivió allí hasta la edad de seis años cuando sus padres emigraron a Canadá buscando mejores oportunidades de empleo. Cuando cursaba tercer grado de la escuela elemental en Canadá, Buterin fue reubicado en una clase para niños especialmente dotados, y comenzó a desarrollar sus habilidades en matemáticas, programación y economía. También era capaz de sumar mentalmente números de tres cifras, a doble velocidad que sus compañeros. Asistió a la escuela secundaria The Abelard School en Toronto, cuya enseñanza se basa en el método socrático.
Fue un ávido jugador de World of Warcraft entre los años 2007 y 2010, pero el hecho de que Blizzard eliminase una característica de juego de uno de sus personajes hizo que abandonase WoW y tomase conciencia frente al peligro que representan los sistemas centralizados. Este cambio le sirvió para descubrir en el año 2011 la moneda digital descentralizada Bitcoin.
En 2012 consiguió una medalla de bronce en la Olimpiada Internacional de Informática en Italia. Asistió como alumno a la Universidad de Waterloo pero abandonó sus estudios en 2014, cuando recibió la beca Thiel Fellowship, y comenzó a trabajar a tiempo completo en la moneda digital Bitcoin.
En 2018, los músicos de Gramatik & Kotek lanzaron una composición musical dedicada a Vitalik Buterin.
Buterin reside actualmente en Zug, Suiza.

## Actividades
- Bitcoin Magazine (2011-2014)
- Pybitcointools (2013-)
- Ethereum (2013-)

### Comienzos en Bitcoin Magazine
Buterin contactó a través del chat de un foro sobre Bitcoin con una persona que intentaba iniciar un blog acerca de la moneda digital. El propietario de la idea ofrecía cinco bitcoin (alrededor de 3,5 dólares) a cualquiera que escribiese un artículo para el blog. Buterin escribió para el sitio hasta que cerró poco después, debido a la prácticamente nula atención que el Bitcoin generaba en los medios de comunicación.
En septiembre de 2011 otra persona contactó con Buterin para iniciar una nueva publicación llamada Bitcoin Magazine. Buterin aceptó la propuesta y se convirtió en cofundador, contribuyendo como escritor destacado.
Además Buterin escribía sobre temas relacionados con el Bitcoin para otras publicaciones, entre ellas Bitcoin Weekly. En el año 2012 Bitcoin Magazine comenzó a publicar una edición impresa, que ha sido referida como la primera publicación seria dedicada a los sistemas monetarios digitales. Bitcoin Magazine fue comprado por BTC Media, y Buterin siguió contribuyendo hasta mediados del 2014.
Mantuvo un puesto en el consejo editorial de Ledger, una revista académica con revisión por pares que publica artículos completos originales de investigación dedicados a los sistemas criptomonetarios y a la tecnología de la cadena de bloques.

### Ethereum
Es el cocreador e inventor de Ethereum, descrito como la «combinación de una red descentralizada de minería digital y una plataforma de desarrollo de software», que facilita la creación de nuevos sistemas criptomonetarios que comparten una sola cadena de bloques (un registro público criptográfico de transacciones).
Ha estado involucrado en varias polémicas por su participación en la dirección de Ethereum y, recientemente, anunció la cantidad de Ether que posee en la actualidad; 0,9 %, según su cuenta personal en Twitter.

### Software de código abierto
Buterin ha contribuido como desarrollador a otros proyectos de software de código abierto. Algunos ejemplos son: Kryptokit, pybitcointools, multisig.info, y btckeysplit. También ha contribuido al monedero digital DarkWallet creado por Cody Wilson y Amir Taaki, a las librerías en Python del Bitcoin, y al mercado digital para criptodivisas Egora.

## Premios y reconocimientos
- Premio Thiel Fellowship, 2014[21]
- Lista de Fortune: 40 por debajo de 40, 2016.[22]